# Marko Jantunen
Pour les articles homonymes, voir Jantunen.
Marko Jantunen (né le 14 février 1971 à Lahti en Finlande) est un joueur professionnel de hockey sur glace.

## Carrière de joueur
Il fut choisi par les Flames de Calgary au cours du repêchage d'entrée dans la LNH 1991 en tant que onzième choix (239e choix).

## Statistiques
| Saison     | Équipe               | Ligue      |    | Saison régulière | Saison régulière | Saison régulière | Saison régulière | Saison régulière |    | Séries éliminatoires | Séries éliminatoires | Séries éliminatoires | Séries éliminatoires | Séries éliminatoires |
| Saison     | Équipe               | Ligue      | PJ | B                | A                | Pts              | Pun              | PJ               | B  | A                    | Pts                  | Pun                  |                      |                      |
| 1990-1991  | Reipas Lahti         | SM-liiga   | 39 | 9                | 20               | 29               | 20               | --               | -- | --                   | --                   | --                   |                      |                      |
| 1991-1992  | Reipas Lahti         | SM-liiga   | 42 | 10               | 14               | 24               | 46               | --               | -- | --                   | --                   | --                   |                      |                      |
| 1992-1993  | KalPa Kuopio         | SM-liiga   | 48 | 21               | 27               | 48               | 63               |                  |    |                      |                      |                      |                      |                      |
| 1993-1994  | TPS Turku            | SM-liiga   | 48 | 29               | 29               | 58               | 22               | 11               | 2  | 6                    | 8                    | 12                   |                      |                      |
| 1994-1995  | Frölunda HC          | Elitserien | 22 | 15               | 8                | 23               | 22               | --               | -- | --                   | --                   | --                   |                      |                      |
| 1995-1996  | Frölunda HC          | Elitserien | 40 | 17               | 14               | 31               | 66               | 13               | 8  | 8                    | 16                   | 10                   |                      |                      |
| 1996-1997  | Flames de Calgary    | LNH        | 3  | 0                | 0                | 0                | 0                | --               | -- | --                   | --                   | --                   |                      |                      |
| 1996-1997  | Flames de Saint-Jean | LAH        | 23 | 8                | 16               | 24               | 18               | --               | -- | --                   | --                   | --                   |                      |                      |
| 1996-1997  | Frölunda HC          | Elitserien | 13 | 4                | 7                | 11               | 16               | 3                | 2  | 0                    | 2                    | 16                   |                      |                      |
| 1997-1998  | Frölunda HC          | Elitserien | 43 | 14               | 20               | 34               | 61               |                  |    |                      |                      |                      |                      |                      |
| 1998-1999  | Frölunda HC          | Elitserien | 47 | 12               | 21               | 33               | 57               | 4                | 4  | 0                    | 4                    | 4                    |                      |                      |
| 1999-2000  | Färjestads BK        | Elitserien | 50 | 18               | 18               | 36               | 36               |                  |    |                      |                      |                      |                      |                      |
| 2000-2001  | Färjestads BK        | Elitserien | 48 | 20               | 16               | 36               | 60               | 14               | 4  | 5                    | 9                    | 40                   |                      |                      |
| 2001-2002  | Färjestads BK        | Elitserien | 50 | 12               | 5                | 17               | 32               | 10               | 3  | 6                    | 9                    | 2                    |                      |                      |
| 2002-2003  | Färjestads BK        | Elitserien | 50 | 10               | 24               | 34               | 42               | 14               | 3  | 1                    | 4                    | 6                    |                      |                      |
| 2003-2004  | Jokerit Helsinki     | SM-liiga   | 51 | 19               | 21               | 40               | 18               | 5                | 0  | 0                    | 0                    | 2                    |                      |                      |
| 2004-2005  | Jokerit Helsinki     | SM-liiga   | 56 | 16               | 24               | 40               | 20               | 12               | 6  | 7                    | 13                   | 2                    |                      |                      |
| 2005-2006  | Jokerit Helsinki     | SM-liiga   | 16 | 3                | 5                | 8                | 14               | --               | -- | --                   | --                   | --                   |                      |                      |
| 2005-2006  | Timrå IK             | Elitserien | 11 | 2                | 4                | 6                | 4                | --               | -- | --                   | --                   | --                   |                      |                      |
| 2006-2007  | Pelicans Lahti       | SM-liiga   | 56 | 12               | 29               | 41               | 30               | 6                | 1  | 2                    | 3                    | 2                    |                      |                      |
| 2007-2008  | Pelicans Lahti       | SM-liiga   | 56 | 18               | 24               | 42               | 30               | 6                | 6  | 3                    | 9                    | 0                    |                      |                      |
| 2008-2009  | Pelicans Lahti       | SM-liiga   | 54 | 18               | 29               | 47               | 40               | 10               | 2  | 2                    | 4                    | 2                    |                      |                      |
| 2009-2010  | Pelicans Lahti       | SM-liiga   | 54 | 15               | 22               | 37               | 40               |                  |    |                      |                      |                      |                      |                      |
| Totaux LNH | Totaux LNH           | Totaux LNH | 3  | 0                | 0                | 0                | 0                |                  |    |                      |                      |                      |                      |                      |